# Didymella fabae
Espèce
Didymella fabae est une espèce de champignon ascomycètes de la famille des Didymellaceae, à répartition quasi-cosmopolite.
Didymella fabae est la forme sexuée (téléomorphe) de l'espèce, la forme anamorphe étant Aschochyta fabae. Ce champignon, qui  a pour unique hôte, Vicia faba, est responsable d'une maladie cryptogamique très dommageable pour les cultures de fèves et féveroles, appelée « anthracnose » ou  « aschochytose ». L'infection se fait généralement par les graines, mais aussi par l'intermédiaire des débris de cultures précédentes. Cette maladie est présente dans tous les continents et entraîne des baisses de rendement variables notamment en fonction des conditions climatiques et de la résistance des cultivars, mais qui peuvent aller jusqu'à 90 à 100 % sur des variétés sensibles.

## Taxinomie

### Synonymes
Selon  BioLib (22 juillet 2019)  :
- Ascochyta pisi f. foliicola Sacc. & Marchal
- Ascochyta pisi var. fabae R. Sprague
- Ascochyta pisi var. foliicola (Sacc. & Marchal) Wollenw. & Hochapfel

### Liste des non-classés
Selon NCBI (22 juillet 2019) :
- Ascochyta fabae f. sp. viciae